# Jitti Khumkudkamin
Jitti Khumkudkamin (thailändisch จิตติ คุ้มกุดขมิ้น, * 13. August 1997) ist ein thailändischer Fußballspieler.

## Karriere
Jitti Khumkudkamin stand bis Ende 2018 beim Pattaya United FC unter Vertrag. Der Verein aus Pattaya spielte in der ersten thailändischen Liga, der Thai League. Bei den Dolphins wurde er in der U23-Mannschaft eingesetzt. Die U23 spielte in der vierten Liga, der Thai League 4. Hier trat er mit dem Verein in der Eastern Region an. Für die Dolphins erzielte er drei Tore in der vierten Liga. In der ersten Mannschaft kam er nicht zum Einsatz. 2019 unterschrieb er einen Vertrag bei Samut Prakan City FC in Samut Prakan. Hier kam er ebenfalls nicht zum Einsatz. 2020 wechselte er wieder nach Pattaya. Hier schloss er sich dem Drittligisten Pattaya Discovery United an. Mit dem Klub spielte er zuletzt in der Eastern Region der  dritten Liga. Zur Saison 2021/22 wechselte er zum Zweitligisten Navy FC. Sein Zweitligadebüt für den Klub aus Sattahip gab Jitti Khumkudkamin am 11. September 2021 (2. Spieltag) im Heimspiel gegen den Trat FC. Hier wurde er in der 89. Minute für Narutchai Nimboon eingewechselt. Trat gewann das Spiel 3:0. Am Ende der Saison 2021/22 musste er mit der Navy als Tabellenletzter in die dritte Liga absteigen. Nach insgesamt 18 Ligaspielen wechselte er im Sommer 2023 nach Sisaket zum Amateurligisten Kanthararom United FC. Die Saison 2024 stand er beim Viertligisten Roi Et PB United FC in Roi Et unter Vertrag. Mit dem Verein spielte er in der North/Eastern Region. Am Ende der Saison wurde er Meister der Region und stieg in die dritte Liga auf. Für den Viertligisten bestritt er acht Ligaspiele. Nach dem Aufstieg wurde sein Vertrag nicht verlängert.

## Erfolge
Roi Et PB United FC
- Thailand Semi-Pro League – North/East: 2024  ▲